# GPP Osijek
GPP Osijek (Gradski prijevoz putnika Osijek) ist das kommunale Nahverkehrsunternehmen der kroatischen Stadt Osijek. Es betreibt zwei Straßenbahn- und acht Omnibuslinien.

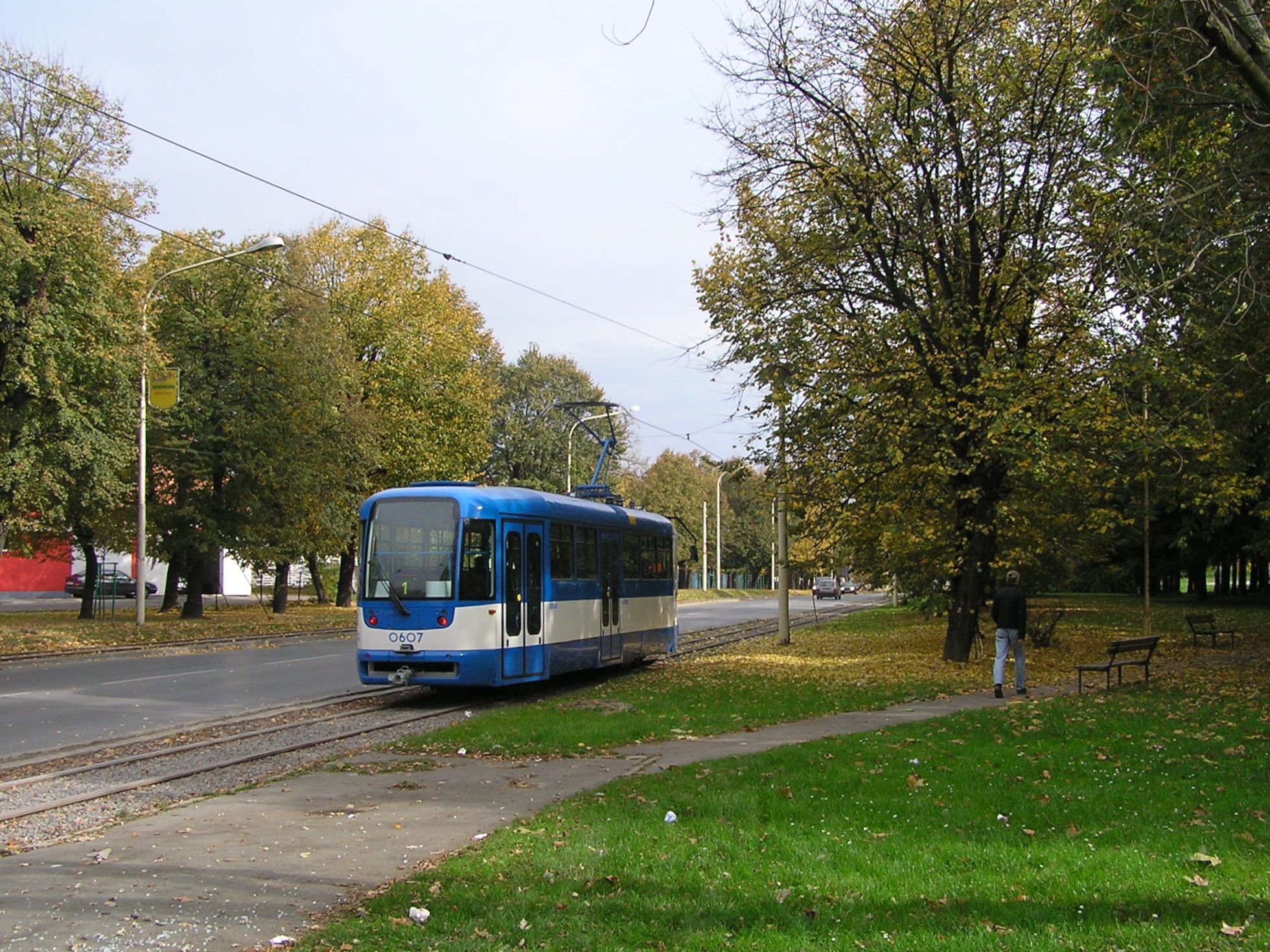
Straßenbahn in Osijek

## Geschichte
Osijek kann auf eine lange ÖPNV-Geschichte zurückblicken. Die erste Pferdebahn fuhr im September 1884 und wurde 1919 von der Stadt übernommen. 1926 folgte die Elektrifizierung und der zweigleisige Ausbau der Strecke.
In späteren Jahren wurde auch ein Busverkehr eingeführt.

## Straßenbahn

### Liniennetz

Linienplan der Straßenbahn Osijek

Das Straßenbahnnetz umfasst derzeit zwei Linien, die nahezu unabhängig voneinander betrieben werden:
- Linie 1: Višnjevac – Trg Ante Starčevića – Zeleno Polje
- Linie 2: Trg Ante Starčevića – Mačkamama – Bikara

Am 14. Mai 2009 erfolgte die erste Versuchsfahrt mit den Fahrgästen an dem neuen Teilstück Mačkamama-Bikara.
Die Versuchsfahrt war als Linie 5 gekennzeichnet, mit der Endstation „Bikara“. Nach einigem Ringen ist die damalige Bezeichnung geändert worden.
Linienbezeichnungen 3 und 4 waren historische vorübergehende Linienbezeichnungen, die:
- Zeleno Polje – Mačkamama
- Višnjevac-Mačkamama

bedienten, aber nun überflüssig geworden sind.

### Touristische Straßenbahn
Es ist möglich, eine Fahrt in einer alten Straßenbahn zu buchen. Dafür steht der alte Zweiachser mit der Betriebsnummer 8 zur Verfügung, der für touristische Zwecke restauriert wurde. Es ist geplant, noch eine Straßenbahn des Typs TMK 101, die früher in Osijek in Einsatz war, von Zagreb nach Osijek zurückzuholen. In Zagreb werden diese Bahnen zurzeit ausgemustert. Wenn die Pläne erfolgreich verlaufen, wird Osijek eine zweite touristische Straßenbahn haben.

### Straßenbahnnetzerweiterung
Im Jahr 2009 wurde die bestehende Linie 2 erweitert. Diese Erweiterung hat das Streckennetz um ca. 5 km verlängert. Sechs neue Haltestellen sind dazugekommen. Die Erweiterung ist als eingleisige Strecke ausgeführt, die in beiden Richtungen befahren wird. Vier Haltestellen wurden zweigleisig ausgebaut und bilden Kreuzungspunkte für entgegenkommende Fahrzeuge, zwei Haltestellen befinden sich im eingleisigen Bereich. Die eingleisigen Abschnitte werden zur Straßenbahnsignale gesichert. Die neue Strecke führt bis zum Stadion „Bikara“ bzw. zur Straße „Velebitska“. Auf der einen Seite ist Industriegebiet, auf der anderen Hochhaussiedlung.
Die eingleisige Strecke ist eine Besonderheit im bestehenden Straßenbahnnetz von Osijek, wurde aber aus Kostengründen gewählt.
Als nächste Stufe wird die weitere Erweiterung und der Zusammenschluss mit der Linie 1 bis „Zeleno Polje“ angestrebt. In dieser Phase wird auch der Bau einer Straßenbahnüberführung angestrebt, so dass das bestehende Gleis der Lokalbahn niveaufrei überquert werden kann.
Das Datum für diese Stufe ist noch nicht festgelegt.
Am 14. Mai 2009 wurde der Vertrag unterzeichnet, das Straßenbahnnetz nochmals zu erweitern, von „Visnjevac“ nach „Josipovac“. Die Länge dieser Erweiterung wird 4,4 km betragen.
Des Weiteren existieren Pläne für drei weitere potenzielle Erweiterungen, die bis 2012 vorgenommen werden sollen. Bis zu diesem Jahr soll auch der Omnibusbetrieb aus dem Stadtkern verbannt werden.

## Omnibuslinien
- 1 Kanižlića – Gajev trg – Jug II und zurück
- 1A Portanova – Ul. Hrvatske republike und zurück
- 2 Ringlinie Mačkamama – Uske nijve – Gajev trg – Mačkamama
- 2A Gajev trg – Avenue Mall und zurück
- 3 / 4 Čepin – Gajev trg – Tenja und zurück (Linien 3 und 4 fahren auf gleichem Fahrweg, aber zu unterschiedlichen Endstellen in Čepin und Tenja)
- 3A / 4A Čepin – Gajev trg – Tranzit und zurück (Linien 3A und 4A fahren auf gleichem Fahrweg, aber zu unterschiedlichen Endstellen in Čepin)
- 3B Gajev trg – Cvetnjo naselje und zurück
- 3C Trpimirova – Tenja und zurück
- 4B Briješće – Gajev trg – Tenja und zurück
- 5 Josipovac – Gajev trg – Bijelo brdo und zurück
- 5A Josipovac Crkva Sv. Luke – Višnjevac Okretište tramvaje und zurück
- 6 Brijest – Gajev trg – Mio und zurück
- 7 Filipovica – Gajev trg – Tvrdjavica (Podravlje) und zurück
- 8 Ringlinie Jug II – KBC Osijek – Zeleno Polje – Jug II
- 9 (Nachtlinie) Ringlinie Jug II – Trimirova – Jug II

## Elektronische Fahrkarte
Am 1. September 2008 hat GPP die elektronische Fahrkarte mit dem Namen Butra eingeführt. Es gibt eine IC-Karte, die im Fahrzeug oder auch in den GPP-Verkaufsstellen gekauft werden kann. Eine im Fahrzeug oder auf der Verkaufsstelle gekaufte „normale“ Karte hat einen Kredit. Dieser Kredit kann, wenn er aufgebraucht wird, in GPP-Verkaufsstellen oder direkt in dem Fahrzeug beim Fahrer nachgezahlt werden. Die „Butra“ muss auf das entsprechende Automat beim Betreten/Verlassen des Fahrzeugs angelehnt werden. Nur über die vordere Tür ist der Eingang möglich. Der Ausgang erfolgt durch die mittlere bzw. hintere Tür.
Beim Betreten des Fahrzeugs war in der Anfangszeit (2008) der gesamte Kredit von der momentanen Haltestelle bis zur letzten möglichen Station (bzw. nächsten Wendeschleife) abgezogen worden. Dies erfolgte als Bezahlung nach gefahrener Kilometerzahl. Beim Verlassen des Fahrzeugs erhielt man den Kredit zurück, der für den Rest der Strecke gegolten hätte. Falls die Abmeldung nicht erfolgt, gibt es keine Erstattung, und die gesamte mögliche Strecke wird abgezogen.
Seit 2009 haben sich die Tarifbestimmungen geändert und die Kilometerbezahlung wurde abgeschafft. Nun gilt Butra 45 Minuten lang für eine Streckenzone, in beliebige Richtung, auch mit dem Umsteigen und bei Fahrtunterbrechung. Nach dieser Zeit wird automatisch neuer Betrag des Kredits für folgende 45 Minuten eingezogen. Beim Umsteigen ist es zwingend erforderlich, sich vorschriftsgemäß abzumelden, oder die 45 Minuten Fahrzeit erlischt beim Heraustreten aus dem Fahrzeug.
Umsteigefahrten werden als „prijelazna vožnja“ auf dem Automaten angezeigt. Sowie der noch verbliebene Kredit auf der Fahrkarte. Auch wird die nächste Haltestelle angezeigt. Sobald man die gewünschte Haltestelle zum Aussteigen im Display sieht, darf man sich abmelden.
Der Automat besitzt drei Statuslämpchen:
- grün – Alles in Ordnung, der Kredit ist korrigiert
- gelb – Kommunikation im Gange. Es muss gewartet werden...
- rot – Ein Fehler ist passiert.

Auf dem Bildschirm wird in kroatischer Sprache der Preis bzw. der noch verbliebener Kredit angezeigt.
Es gibt auch eine Monatskarte, aber die gilt nur für die Einwohner von Osijek.
Sollten Probleme in der Benutzung auftreten, kann dies in der Hauptverkaufsstelle (beim Straßenbahndepot „Remiza“) geklärt werden.
Es ist auch möglich, die „Butra“ auf der Verkaufsstelle und in dem Fahrzeug bei dem Fahrer zurückzugeben. Dann wird der eventuell nichtausgenutzte Kredit in Kroatischer Währung „Kuna“ zurückgezahlt. Voraussetzung ist allerdings, dass das Abmelden vorschriftsmäßig gemacht wurde.
Die Kontrolleure besitzen ein Kontrolllesegerät. Sollte man von so einer Person aufgefordert werden, die Butra zu zeigen, so ist dies zwingend notwendig.
Seit 2009 ist es wieder möglich, nach zahlreichen Beschwerden, zusätzlich zu Butra auch einen Einfachfahrtsfahrschein bei den Fahrern zu erwerben, der direkt bar bezahlt werden kann. Jedoch ist diese Variante nach den Tarifbestimmungen teurer. Diese hat auch 45 Minuten Gültigkeit und muss dem Fahrer beim Betreten des Fahrzeugs gezeigt werden (auch bei jedem Umsteigen). Den Kontrolleuren muss dieser Fahrschein auch gezeigt werden, sofern dazu aufgefordert wird.